# Gmina Denmark (hrabstwo Emmet)

Położenie Gminy Denmark w hrabstwie Emmet

Gmina Denmark (ang. Denmark Township) – gmina w USA, w stanie Iowa, w hrabstwie Emmet. Według danych z 2000 roku gmina miała 588 mieszkańców, a jej powierzchnia wynosi 91,94 km².